# Nowa Różanka (Srokowo)
Nowa Różanka (deutsch Waldhaus Wenden) ist ein kleiner Ort in der polnischen Woiwodschaft Ermland-Masuren und gehört zur Gmina Srokowo (Landgemeinde Drengfurth) im Powiat Kętrzyński (Kreis Rastenburg).

## Geographische Lage
Nowa Różanka liegt in der nördlichen Mitte der Woiwodschaft Ermland-Masuren, neun Kilometer nordöstlich der Kreisstadt Kętrzyn (deutsch Rastenburg).

## Geschichte
Waldhaus Wenden gehörte zunächst zum Gutsbezirk Dönhofstädt (polnisch Drogosze) im ostpreußischen Kreis Rastenburg. Von 1928 bis 1945 war es ein Wohnplatz innerhalb der Landgemeinde Stettenbruch (polnisch Szczeciniak). Mit dem gesamten südlichen Ostpreußen wurde der Ort 1945 in Kriegsfolge an Polen abgetreten und erhielt die polnische Namensform „Nowa Różanka“. Im Gegensatz zum gleichnamigen nur drei Kilometer südlich gelegenen Ort, der zur Gmina Kętrzyn (Landgemeinde Rastenburg) gehört, ist das einstige Waldhaus Wenden in die Gmina Srokowo (Landgemeinde Drengfurth) eingegliedert.

## Kirche
Bis 1945 war Waldhaus Wenden in die evangelische Kirche Wenden (Ostpreußen) in der Kirchenprovinz Ostpreußen der Kirche der Altpreußischen Union sowie in die katholische St.-Katharinen-Kirche Rastenburg im damaligen Bistum Ermland eingepfarrt. Heute gehört Nowa Różanka zur katholischen Pfarrei Winda im jetzigen Erzbistum Ermland, außerdem zur evangelischen Johanneskirche Kętrzyn in der Diözese Masuren der Evangelisch-Augsburgischen Kirche in Polen.

## Verkehr
Nowa Różanka liegt drei Kilometer nordwestlich der Woiwodschaftsstraße 650 und ist von dem gleichnamigen Ort Nowa Różanka (Neu Rosenthal) auf einer Nebenstraße, die nach Szczeciniak (Stettenbruch) führt, zu erreichen. Von Winda (Wenden) aus führt eine Straße direkt in den Ort. Eine Anbindung an den Bahnverkehr besteht nicht.